# Johannes Seitz
Johannes Seitz (* 6. Februar 1839 in Neuweiler; † 4. Juli 1922 in Bad Brambach) war ein deutscher Evangelist der Gemeinschaftsbewegung, Mitbegründer des Württembergischen Christusbundes und Gründer der Evangelischen Karmelmission.

## Leben
Seitz wuchs in einem bäuerlichen Elternhaus auf, das von der Erweckungsfrömmigkeit Johann Christoph Blumhardts und Dorothea Trudels geprägt war. Zu den Erfahrungen seiner Kindheit und Jugend gehörten die Glaubensheilungen der Dorothea Trudel.
Er absolvierte eine zweieinhalbjährige Ausbildung in der Missionsschule des Deutschen Tempels und war danach als Evangelist in Stuttgart tätig. Bei einer Palästinareise zur Tempelsiedlung 1872 kam es zu einem Bruch mit dem Leiter der Tempelgesellschaft, Pfarrer Christoph Hoffmann, dem Seitz Rationalismus in seiner Theologie vorwarf. Trotz des Bruchs arbeitete Seitz weiterhin für die Tempelgesellschaft, begleitete weitere Entwicklung jedoch kritisch. Schließlich wurde er 1877 von der Tempelleitung als Evangelist abgesetzt und von der Tempelgesellschaft ausgeschlossen.
1878 gehörte Seitz zusammen mit Martin Blaich (1820–1903) und anderen zu den Gründern des „Evangelischen Reichsbrüderbundes“ (heute: Württembergischer Christusbund). 1881/82 gründete er die Evangelische Karmelmission.
Er wirkte als Evangelist in Schlesien, Posen, Sachsen, Brandenburg, Pommern und Ostpreußen, gründete und leitete christliche Erholungsheime in Preußisch-Bahnau/Ostpreußen (gegründet 1893) und Teichwolframsdorf/Thüringen (gegründet 1898). Obwohl es in seinen Einrichtungen auch zu Wunderheilungen kam und Seitz die Gabe der Krankenheilung zugeschrieben wurde, war er zeitlebens ein entschiedener Gegner der Pfingstbewegung. Er gehörte 1909 zu den Unterzeichnern der Berliner Erklärung, welche die Pfingstbewegung als „von unten“ bezeichnete.
Seitz war verheiratet mit Luise (1867–1919).

## Werke
- Erinnerungen und Erfahrungen. Meine Geschichte. 5. Auflage, Verlag Linea, Bad Wildbad 2009, ISBN 978-3-939075-33-2.
- Ein klärendes Wort gegen Pastor Pauls Schrift „Zur Dämonen-Frage“. Keip, Berlin 1963.